# Reschenpass

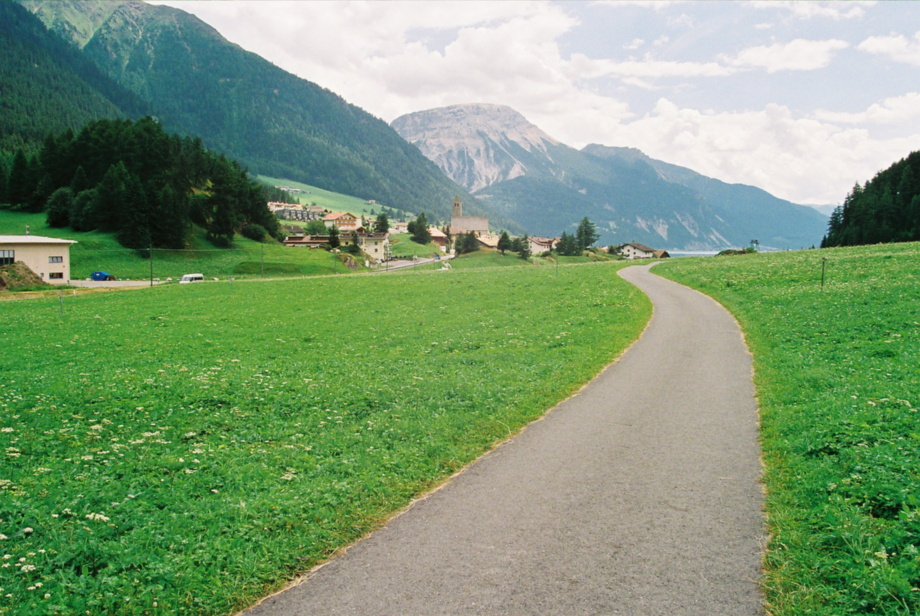
Reschenpass, vista cap al sur

El Reschenpass (en italià 'Passo di Resia') és un port de muntanya (1504 m) en la cadena muntanyenca dels Alps, que connecta la vall del riu Inn en el nord-oest amb la vall de Vinschgau, en el sud-est. Des de 1919, conforma la frontera entre Àustria i Itàlia, conjuntament amb el Pas del Brennero cap a l'est.

## Galeria

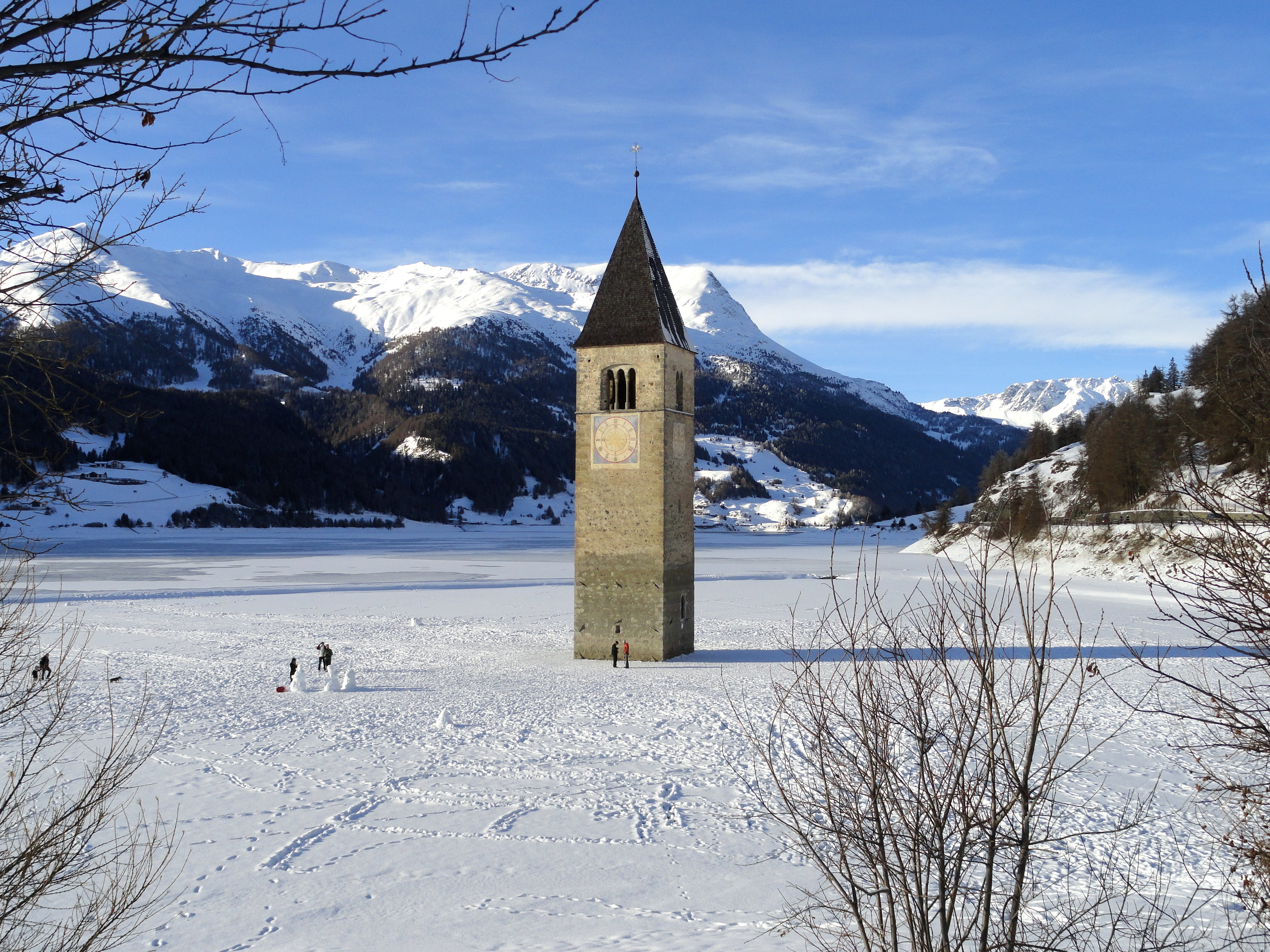
El campanar a l'hivern.
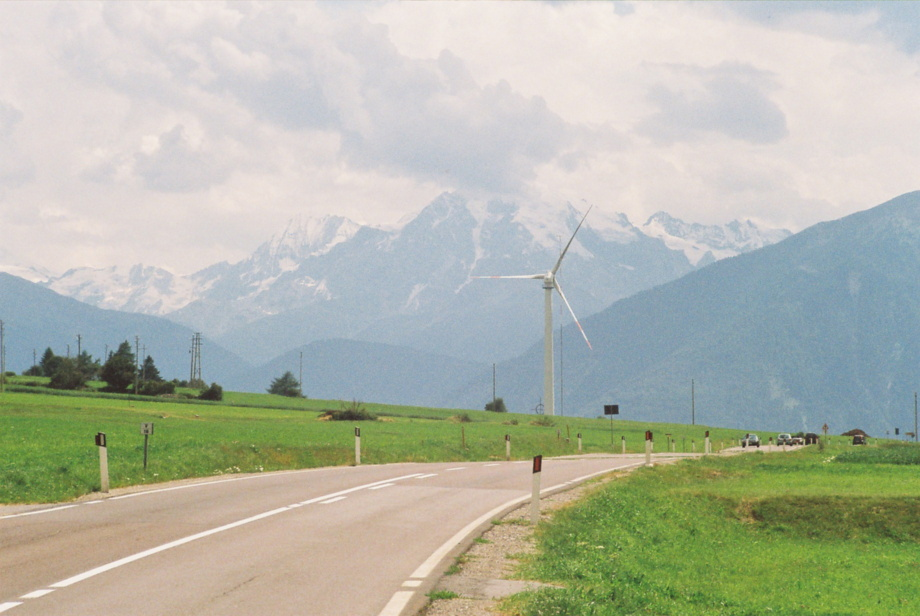
Aerogenerador en el port de muntanya de Val Venosta (Tirol del Sud).